# Radio Bonn/Rhein-Sieg

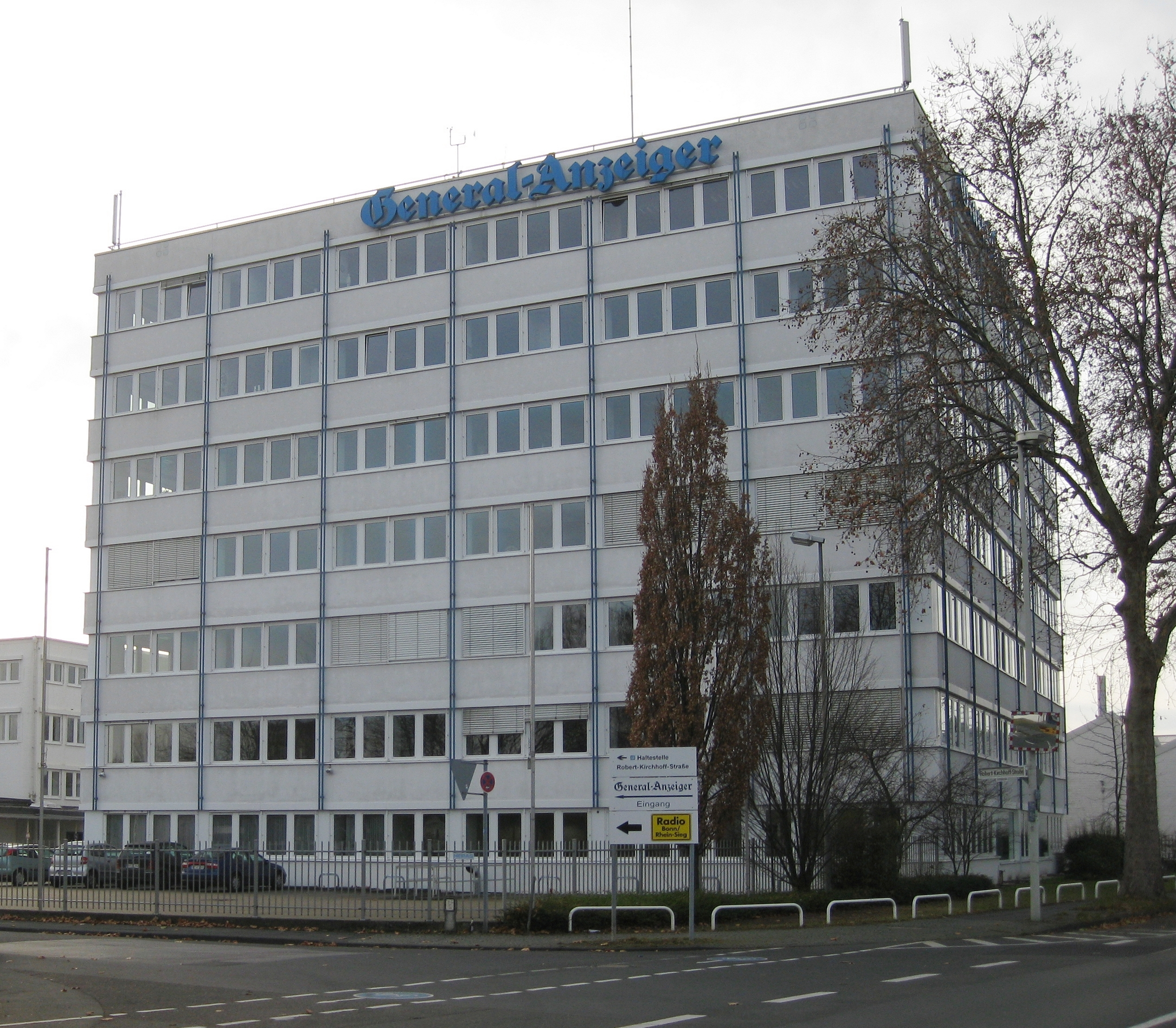
Redaktionssitz und Studio in Bonn

Radio Bonn/Rhein-Sieg ist das Lokalradio für die Stadt Bonn und den Rhein-Sieg-Kreis. Es ging am 11. Mai 1991 auf Sendung und bekam seine Lizenz von der Landesanstalt für Medien Nordrhein-Westfalen. Chefredakteur ist seit dem 1. Mai 2022 der langjährige Morningshow-Moderator Volker Groß. Das Programm wird veranstaltet von der Veranstaltergemeinschaft Lokalfunk Bonn/Rhein-Sieg e. V.
Im Verbreitungsgebiet und den angrenzenden Gebieten von Rheinland-Pfalz leben rund eine Million Menschen zwischen Bergischem Land, Westerwald und Eifel.

## Programm
Radio Bonn/Rhein-Sieg sendet seit dem 2. Januar 2017 von Montag bis Freitag ein vierzehnstündiges Lokalprogramm, bestehend aus den Sendungen „Am Morgen“ von 6 bis 10 Uhr, „Bei der Arbeit“ von 10 bis 15 Uhr, sowie der Sendung „Ab in den Feierabend“ von 15 bis 20 Uhr. Samstags wird von 8 bis 13 Uhr und sonntags von 9 bis 12 Uhr lokales Programm gesendet.
Außerhalb der eigenen Sendezeit werden Sendungen vom Mantelprogrammanbieter Radio NRW übernommen. Die Weltnachrichten zur vollen Stunde werden jedoch auch während der eigenen, lokalen Sendungen von Radio NRW bezogen.
Von 5:30 bis einschließlich 19:30 Uhr (samstags ab 8:30 Uhr und sonntags ab 9:30 Uhr bis 17:30 Uhr) sendet das Lokalradio zu jeder halben Stunde Lokalnachrichten aus dem eigenen Funkhaus. Im Anschluss an die Weltnachrichten zur vollen Stunden werden zwei lokale Kurzmeldungen gesendet. Zur halben Stunde sind ausführliche Lokalmeldungen von ungefähr jeweils drei Minuten Länge zu hören.
Der Sender stellt lokalen Service in den Mittelpunkt. So werden drei Wetterstationen und eine Webcam betrieben. Das Wetter liefert Karsten Brandt von Donnerwetter. Der Verkehrsservice in der Rushhour morgens und nachmittags kommt von einem extra besetzten Verkehrsarbeitsplatz. Der Sender nutzt zwei Reporterfahrzeuge und einen Übertragungswagen.
Im III. Quartal 2019 hat Radio Bonn/Rhein-Sieg als erster NRW-Lokalsender die 1-Million-Grenze in den durchschnittlichen Hörstunden pro Monat überschritten. Die Landesanstalt für Medien in Düsseldorf hat dem Sender im Rahmen einer Programmausweitung bescheinigt, zu den professionellsten Lokalsendern zu zählen.
Die Redaktion von Radio Bonn/Rhein-Sieg befand sich bis zum 24. Juni 2011 im Brückenforum in Bonn-Beuel in unmittelbarer Nähe zum Rheinufer und der Kennedybrücke. Am 27. Juni 2011 wurde die erste Sendung aus dem neuen Studio in einem Nebengebäude der Tageszeitung General-Anzeiger in der Justus-von-Liebig-Str. 15 in Bonn-Dransdorf gesendet. Mittlerweile ist das Studio im Gebäude des General-Anzeiger.

## Persönlichkeiten
Bekannte Moderatoren bei Radio Bonn/Rhein-Sieg sind die „Am Morgen“-Moderatoren Anthony Robbins und Nico Jansen in Co-Moderation mit Lara Chamolly und Jasmin Lenz. Weitere bekannte Moderatoren sind Frank Wallitzek, Sven Jaworek, Susanne Schimanowski-Wagner, Stephan Unkelbach und Luis Eck. 

## Reichweite
Der Lokalsender erreichte bei der E.M.A. 2019 II täglich 35 % der Hörer im Sendegebiet (273.000), gefolgt von WDR 2 mit 23 %, 1 Live mit 17 %, WDR 4 mit 11 %, SWR3 mit 5 % und RPR1 mit 2 %.

## Unternehmen
Vermarktungsaufgaben im Bereich Radiowerbung sind an die HSG Hörfunk Service GmbH aus Köln ausgelagert, die im Vermarktungsbereich auch weitere Lokalradios im Rheinland betreut. Zu diesen zählen: Radio Köln, Radio Leverkusen, Radio Erft, Radio Euskirchen, Radio Berg und Radio Rur.

## Empfang
Radio Bonn/Rhein-Sieg deckt das gesamte Stadtgebiet Bonns und den Rhein-Sieg-Kreis ab. Dafür kommen folgende Sender zum Einsatz:
| Sender                      | Frequenz [MHz] | ERP [kW]         |
| --------------------------- | -------------- | ---------------- |
| Siegburg                    | 91,2           | 0,2 ND           |
| Bonn-Venusberg              | 97,8           | 0,5 ND           |
| Großer Ölberg, Königswinter | 99,9           | 0,5 D            |
| Lohmar-Birk                 | 94,2           | 0,5 D            |
| Bornheim-Merten             | 104,2          | 0,2 (vertikal) D |
| Windeck-Herchen             | 107,9          | 0,1 ND           |

Der Sender ist auch über einen Internet-Livestream zu empfangen.